# Peña Bolística Bolera Eladio
La Peña Bolística Bolera Eladio es una peña de bolo palma radicada en El Puerto de Santa María (Cádiz). Es la única peña de Andalucía que ha llegado a militar en la máxima categoría del bolo palma, la Liga Nacional de Bolos.

## Historia
La PBB Eladio fue fundada por emigrantes cántabros en El Puerto de Santa María. En concreto, Eladio Gutiérrez Quevedo emigró a Cádiz desde Bostronizo (Arenas de Iguña), de donde toma su nombre otra de las peñas bolísticas que hubo en El Puerto, la PB Bostronizo. Aparte de la formación de esta peña y de la construcción de la bolera que le da nombre, Eladio Gutiérrez también organizó los primeros concursos de bolos Brandi 501, que después pasaría a ser el concurso Bahía de Cádiz, de categoría nacional (CINA).
Después de darse de alta en el registro de asociaciones deportivas de Andalucía en 1987, la Federación Española de Bolos decide en 1990 incluir una peña andaluza de cara a la temporada de 1991 de la Liga Nacional, a pesar de reducir el número de peñas de la máxima categoría. Dicha temporada liguera terminó con el descenso de la peña portuense después de conseguir 3 victorias, 3 empates y 20 derrotas para lograr un total de 9 puntos; desde entonces ninguna otra peña andaluza ha militado en la máxima categoría.

## Palmarés
- 1 participación en la Liga Nacional de Bolos: 1991.